# Didymodon guineensis
Didymodon guineensis là một loài rêu trong họ Pottiaceae. Loài này được Broth. & Paris mô tả khoa học đầu tiên năm 1911.